# 海迪·罗宾斯
海迪·罗宾斯（英語：Heidi Robbins，1991年7月3日—），美国女子赛艇运动员。她曾代表美国参加世界赛艇锦标赛，获得二枚金牌，均来自女子八人单桨有舵手项目。